# Frignano
Frignano ist eine italienische Gemeinde (comune) mit 8922 Einwohnern (Stand 31. Dezember 2023) in der Provinz Caserta in Kampanien. Die Gemeinde liegt etwa 15 Kilometer südwestlich von Caserta und etwa 18 Kilometer nordwestlich von Neapel.

## Geschichte
Der Name deutet auf einen frühen römischen Ursprung hin. Möglicherweise liegt ein römischer Familienname (Furnius oder Furinius) zugrunde. In Betracht kommt aber auch die Ortsbezeichnung Forum Iani. Eine solche Tempelanlage könnten die Fundamente der Kirche Maria dell'Arco sein.
Die Gemeinde wird ab 1100 als Forignani maioris erwähnt. Schon vorher war Ferrayanu genannt worden.

## Verkehr
Die Gemeinde liegt an der früheren Strada Statale 265 dei Ponti della valle, die nunmehr zur Provinzstraße 355 heruntergestuft wurde. Der Bahnhof San Marcellino-Frignano liegt an der Bahnstrecke Rom–Formia–Neapel.